# Années 930 av. J.-C.
Les années 930 av. J.-C. couvrent les années de 939 av. J.-C. à 930 av. J.-C.

## Événements
- Vers 935-918 av. J.-C. : règne de Baal-Ezer Ier, roi de Tyr[1].
- 934-912 av. J.-C. : règne de Assur-Dan II, roi d’Assyrie. Il tente de chasser les Araméens de Nisibin, dans la Djézireh[2].
- 932 av. J.-C. : révolte dans l’oasis de Dakhleh en l’an 13 de Chéchonq Ier, dont on ne connait pas la cause[3].

- Avant 931 av. J.-C. : influencé par la prophétie d’Achija de Silo, qui lui annonce qu’après la mort de Salomon il régnera sur dix tribus, Jéroboam complote contre le roi d’Israël[5]. Pour effectuer ses grands travaux, Salomon lève de lourds impôts, inaugure les corvées, cède une vingtaine de villes à Tyr (le pays de Kaboul, à l’est d’Akko) pour payer les bois de cèdre et de cyprès et l’or. L’institution de la corvée provoque plusieurs révoltes, en particulier dans la maison de Joseph (Israël) qui se soulève sous la direction de son chef de corvée, Jéroboam, fils de Nébat, un Ephraïmite. Cette révolte échoue et Jéroboam se réfugie en Égypte auprès de Chéchonq Ier, qui accueille tous les opposants au régime de Salomon[4].

Les royaumes d’Israël et de Juda après le schisme de 931 av. J.-C. (frontières estimées selon la Bible).

- 931 av. J.-C.[6] : le royaume uni d'Israël et de Juda est scindé en deux parties à la mort de Salomon[2]. Son fils Roboam, âgé de 41 ans, se rend à Sichem pour y être proclamé roi d’Israël par l’assemblée du peuple. Cette assemblée exige un allègement des charges (corvée, impôts) que Roboam refuse brutalement. Elle proclame alors l’indépendance d’Israël et lapide le chef de la corvée. Roboam s’enfuit à Jérusalem tandis que l’assemblée fait appel à Jéroboam, fils de Nébat, réfugié en Égypte et l’acclame roi d’Israël. Devant la menace égyptienne, Roboam renonce à intervenir et devient roi de Juda (l’ancienne maison de Juda et la préfecture de Benjamin) avec Jérusalem pour capitale. Jéroboam installe sa capitale à Sichem, puis à Pénuel, et institue un temple royal à Dan, au nord et à Béthel, au sud[4].
- 931-913 av. J.-C. : règne de Roboam, roi de Juda[2].
- 931-910 av. J.-C. : règne de Jéroboam, roi d'Israël[2].

### Religion
- Des cultes étrangers, installés par Salomon, se développent à Jérusalem (sanctuaires de Kémosh, dieu de Moab, de Milkom, dieu d’Ammon, d’Astarté, déesse de Sidon)[7], ce qui doit susciter le mécontentement des Israélites et provoquer le soutien de prophètes à l’opposition au régime.

- Dans les sanctuaires de Dan et de Béthel sont placés un veau ou un taureau d’or non pas en tant qu’objet de culte, mais simplement pour servir de piédestal au Dieu invisible d’Israël[8]. Une fête d’automne est instituée pour célébrer la récolte[9].
- Vers 930-900 av. J.-C. : Règne d'Agis Ier, roi de Sparte.